# Gilliam (Misuri)
Gilliam es una ciudad ubicada en el condado de Saline en el estado estadounidense de Misuri. En el Censo de 2010 tenía una población de 197 habitantes y una densidad poblacional de 306,7 personas por km².

## Geografía
Gilliam se encuentra ubicada en las coordenadas 39°13′58″N 93°0′15″O / 39.23278, -93.00417. Según la Oficina del Censo de los Estados Unidos, Gilliam tiene una superficie total de 0.64 km², de la cual 0.64 km² corresponden a tierra firme y (0%) 0 km² es agua.

## Demografía
Según el censo de 2010, había 197 personas residiendo en Gilliam. La densidad de población era de 306,7 hab./km². De los 197 habitantes, Gilliam estaba compuesto por el 95.94% blancos, el 3.05% eran afroamericanos, el 0.51% eran amerindios, el 0% eran asiáticos, el 0% eran isleños del Pacífico, el 0% eran de otras razas y el 0.51% pertenecían a dos o más razas. Del total de la población el 0.51% eran hispanos o latinos de cualquier raza.